# Andrew Ryan McGill

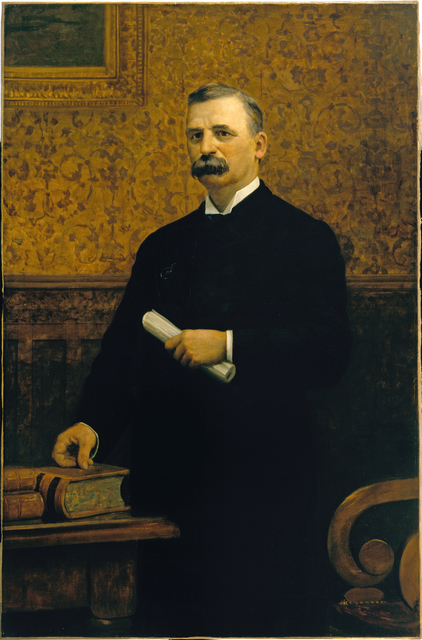
Andrew Ryan McGill, Ölgemälde, 1889

Andrew Ryan McGill (* 19. Februar 1840 in Saegertown, Crawford County, Pennsylvania; † 31. Oktober 1905 in St. Paul, Minnesota) war ein US-amerikanischer Politiker und von 1887 bis 1889 Gouverneur des Bundesstaates Minnesota.

## Frühe Jahre
McGill besuchte die örtlichen Schulen seiner Heimat. Im Jahr 1859 zog er nach Kentucky, wo er als Lehrer arbeitete. Nach dem Beginn des Bürgerkriegs konnte er diesen Beruf auf Grund der Kriegswirren in Kentucky nicht weiter ausüben. Daher zog er nach St. Peter in Minnesota, wo er zunächst weiterhin als Lehrer tätig war. Zwischen 1862 und 1863 nahm er als Soldat der Unionsarmee am Bürgerkrieg teil. Aufgrund von gesundheitlichen Problemen wurde er aber 1863 wieder aus der Armee entlassen, woraufhin er nach Minnesota zurückkehrte. Dort wurde er für vier Jahre Schulrat im Nicollet County. Außerdem gab er die Zeitung „St. Peter Tribune“ heraus. Zwischen 1865 und 1869 arbeitete McGill auch als Schriftführer am Gericht des Nicollet County. Dabei nutzte er die Gelegenheit, um bei Richter Horace Austin Jura zu studieren. Im Jahr 1869 wurde McGill als Rechtsanwalt zugelassen.

## Politische Laufbahn
Andrew McGill war Mitglied der Republikanischen Partei. Nachdem Richter Austin im Jahr 1870 zum Gouverneur von Minnesota gewählt worden war, ernannte er McGill zu seinem Privatsekretär. Zwischen 1874 und 1886 war McGill Versicherungsbeauftragter der Regierung von Minnesota. Am 2. November 1886 wurde er zum neuen Gouverneur seines Staates gewählt. Dieses Amt konnte er dann zwischen dem 5. Januar 1887 und dem 9. Januar 1889 ausüben. In dieser Zeit wurden die Gesetze zur Regelung des Eisenbahnwesens und dessen Tarife überarbeitet und neu gefasst. Zur Verbesserung des Bildungssystems wurde eine Schulsteuer eingeführt. Der Gouverneur setzte sich außerdem für gesetzliche Regelungen zur Kontrolle des Alkoholausschanks und die Abschaffung des Systems der Verleihung von Strafgefangenen zur Zwangsarbeit ein. Damals entstand mit dem Bureau of Labor Statistics ein erstes Arbeitsamt in Minnesota.
Nach dem Ende seiner Amtszeit blieb McGill politisch aktiv. Zwischen 1899 und 1905 war er Mitglied des Senats von Minnesota. Im Jahr 1900 war er Leiter der Poststelle in Saint Paul.

## Persönliches Umfeld
Andrew McGill war zweimal verheiratet und hatte insgesamt fünf Kinder. Er starb am 31. Oktober 1905 und wurde auf dem Oakland Cemetery in St. Paul beigesetzt.